# Mongolia na Zimowych Igrzyskach Paraolimpijskich 2018
Mongolia na Zimowych Igrzyskach Paraolimpijskich 2018 – występ kadry sportowców reprezentujących Mongolii na igrzyskach paraolimpijskich w Pjongczangu w 2018 roku.
W kadrze wystąpił jeden zawodnik reprezentujący Mongolię, który rywalizował we wszystkich trzech indywidualnych konkurencjach w biegach narciarskich.

## Reprezentanci
| Zawodnik         | Dyscyplina        | Konkurencja              | Podgrupa | Czas    | Strata   | Miejsce | Źródło      |
| ---------------- | ----------------- | ------------------------ | -------- | ------- | -------- | ------- | ----------- |
| Ganbold Batmunch | Biegi narciarskie | 20 km stylem dowolnym    | LW6      | 55:32,0 | +10:39,6 | 16.     | [ 4 ]       |
| Ganbold Batmunch | Biegi narciarskie | Sprint stylem klasycznym | LW6      | 3:58,05 | +21,40   | 14.     | [ 5 ] [ 6 ] |
| Ganbold Batmunch | Biegi narciarskie | 10 km stylem klasycznym  | LW6      | 27:09,1 | +3:02,3  | 14.     | [ 7 ]       |